# Küstenbefehlshaber Nordfriesland
Küstenbefehlshaber Nordfriesland war die Bezeichnung einer militärischen Dienststelle der deutschen Kriegsmarine und ihres Befehlshabers. Ihm oblag die Küstenverteidigung im Raum Nordfriesland während der ersten Hälfte des Zweiten Weltkriegs. Er unterstand dem Chef der Marinestation der Nordsee. Das Hauptquartier befand sich in Cuxhaven.

## Geschichte
Die Dienststelle entstand unter der Bezeichnung Festungskommandant Nordfriesland im Zuge des Aufbaus der Kriegsmarine ab 1935. Nach der Besetzung Dänemarks im April 1940 wurde der Verantwortungsbereich des Küstenbefehlshabers Nordfriesland um die Insel Röm erweitert. Mit Kriegsbeginn erhielt sie die Bezeichnung Küstenbefehlshaber Nordfriesland. Im Februar 1941 wurde sie mit der Dienststelle Küstenbefehlshaber Ostfriesland zum Küstenbefehlshaber Deutsche Bucht zusammengefasst. Dabei übernahm der Küstenbefehlshaber Ostfriesland mit seinem Stab die Aufgabe des Küstenbefehlshabers Deutsche Bucht. Aus dem Stab des Küstenbefehlshabers Nordfriesland wurde der Stab des Marinebefehlshabers A gebildet.

## Befehlshaber
Festungskommandant Nordfriesland und ab September 1939 Küstenbefehlshaber Nordfriesland war von Oktober 1937 bis Februar 1941 Konteradmiral Hans-Hubertus von Stosch (anschließend Marinebefehlshaber A)

## Chef des Stabes
- Fregattenkapitän Werner Peters: von September 1939 bis zur Auflösung der Dienststelle

## Unterstellte Verbände
Der Kommandobereich des Küstenbefehlshabers Nordfriesland war in drei Abschnitte gegliedert, denen wiederum kleinere Verbände unterstanden. Außerdem unterstanden ihm mehrere weitere Abteilungen direkt.

### Direkt unterstellte Abteilungen
- IV. Marineartillerieabteilung (Cuxhaven)
- 8. Ersatz-Marineartillerieabteilung (Altenwalde, später Husum an den Küstenbefehlshaber Deutsche Bucht)
- Marineflugmeldeabteilung Nordfriesland (an den Küstenbefehlshaber Deutsche Bucht, Cuxhaven)

### Abschnitt Cuxhaven
Verantwortlich für die Südseite der Elbmündung einschließlich der Inseln Scharhörn und Neuwerk.
- Hafenschutzflottille Cuxhaven
- 4. Ersatz-Marineartillerieabteilung (Cuxhaven)
- Marineflakabteilung 214 (Cuxhaven)
- 4. Marinekraftfahrabteilung (Cuxhaven)

Nach Auflösung wurden alle Verbände dem Küstenbefehlshaber Deutsche Bucht zugeordnet.

### Abschnitt Brunsbüttel
Zum Abschnitt Brunsbüttel gehörte die nördliche Seite der Elbmündung und die schleswig-holsteinische Westküste südlich der Eidermündung.
- 4. Marineflakregiment (Brunsbüttel) (Die Aufgabe des Regimentskommandeurs wurde durch den Kommandanten im Abschnitt wahrgenommen.)
  - Marineflakabteilung 224 (Wilhelmsburg-Hademarschen)
  - Marineflakabteilung 254 (Sandhayn)
  - Marineflakabteilung 274 (Brunsbüttel)
  - Marineflakabteilung 294 (Balje)

Nach Auflösung wurden alle Verbände dem Küstenbefehlshaber Deutsche Bucht zugeordnet.

### Abschnitt Sylt
Zum Abschnitt Sylt gehörten die deutschen Nordfriesischen Inseln und ab April 1940 die Insel Römö. Das Stabsquartier befand sich in Westerland auf Sylt.
- Marineartillerieabteilung 134 (Vogelkoje/Klappholttal)
- 8. Marineflakregiment (Westerland)
  - Marineflakabteilung 204 (Westerland, ab April 1940 Esbjerg)
  - Marineflakabteilung 234 (Blidsel, später Westerland)
  - Marineflakabteilung 264 (Hörnum/Puan Klent)

Nach Auflösung wurden alle Verbände dem Küstenbefehlshaber Deutsche Bucht zugeordnet.